# Sinfonía india
Sinfonía india è la Sinfonia n. 2 di Carlos Chávez, composta nel 1935-36. È in un unico movimento, le sue sezioni, tuttavia seguono il modello tradizionale di una sinfonia in tre movimenti. Il titolo indica il fatto che il materiale tematico è costituito da tre melodie provenienti da tribù native-americane del Messico settentrionale. La sinfonia è la composizione più famosa di Chávez.

## Storia

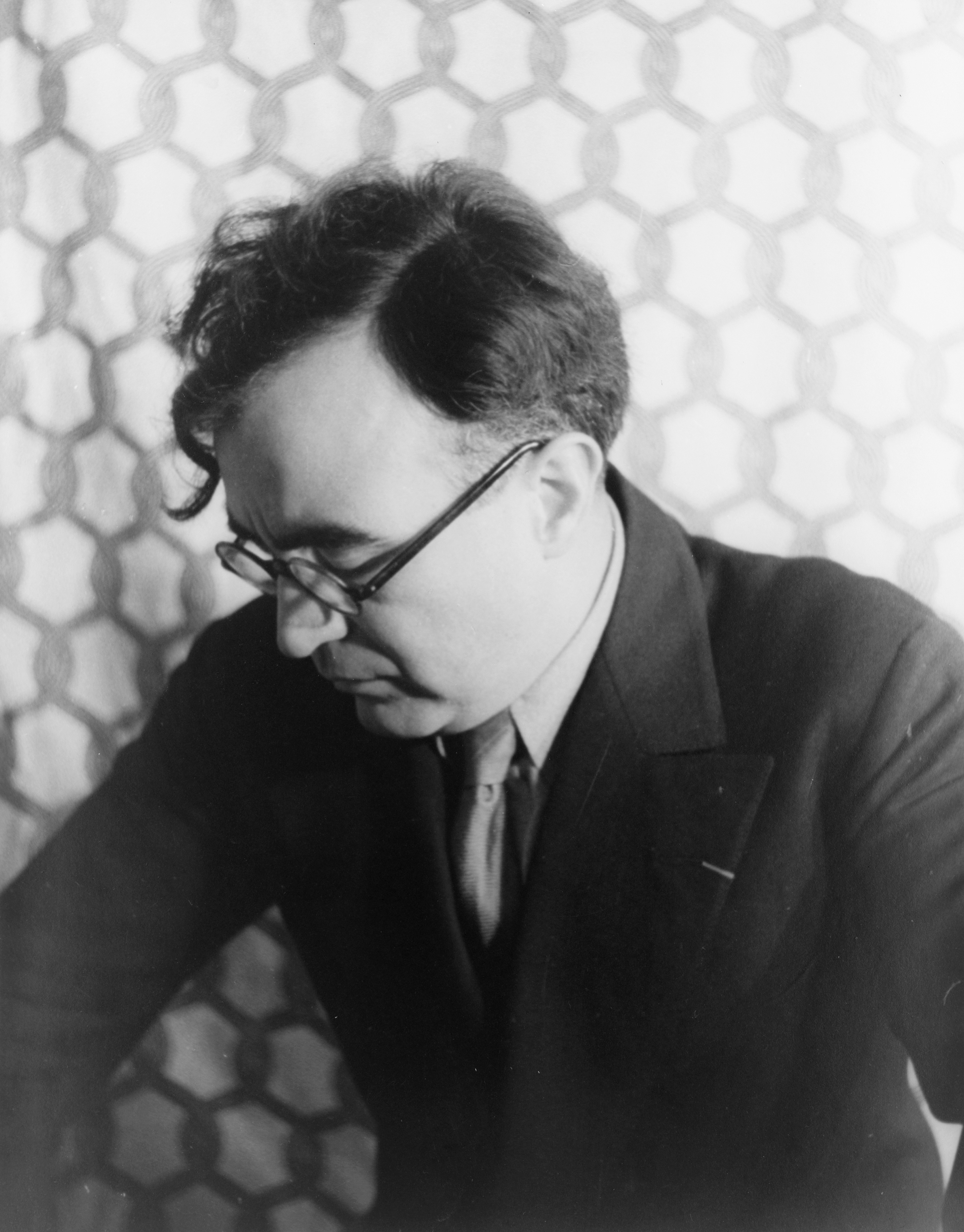
Ritratto di Chávez di Carl Van Vechten, preso l'anno dopo la prima della Sinfonía india

La Sinfonía india fu iniziata nel dicembre 1935, durante il primo tour del compositore negli Stati Uniti come direttore d'orchestra e finita nei primi mesi dell'anno successivo. Fu presentata in anteprima sotto la direzione di Chávez in una esecuzione radiofonica della Columbia Broadcasting Orchestra il 23 gennaio 1936 e fu dato il suo primo concerto dall'Orchestra Sinfonica di Boston, diretta dal compositore, il 10 aprile 1936. La prima messicana ebbe luogo nella capitale il 31 luglio 1936.
Questa sinfonia è diventata immensamente popolare e di conseguenza l'origine principale della notorietà del compositore nei confronti del grande pubblico, paragonabile a questo proposito alla Quinta Sinfonia di Beethoven e al Bolero di Ravel.
Nel 1971 G. Schirmer, l'editore dell'opera, pubblicò un arrangiamento per banda di Frank Erickson. Anche se Chávez non aveva autorizzato questa versione, diresse personalmente le esecuzioni, anche se con alcune revisioni di suo.

## Strumentazione
La sinfonia è scritta per due ottavini (il secondo intercambiabile con il terzo flauto), due flauti, tre oboi, un clarinetto in mi♭, due clarinetti, clarinetto basso, tre fagotti, quattro corni, due trombe, due tromboni, timpani, percussioni (quattro suonatori), arpa e archi.
La sezione percussioni comprendeva originariamente un gran numero di strumenti indigeni messicani, ad esempio lo jicara de agua (una mezza zucca rovesciata e parzialmente sommersa in una bacinella d'acqua, colpita con bastoni), güiro, cascabeles (un sonaglio con palline), tenabari (una fila di bozzoli di farfalla), una coppia di teponaxtles, tlapanhuéhuetl, e un grijutian (una striscia di zoccoli di cervo). Quando lo spartito fu pubblicato, il compositore li sostituì con i loro equivalenti più simili tra le percussioni comunemente usate, ma chiese che gli originali fossero utilizzati ovunque fosse possibile.

## Analisi
La sinfonia si basa su tre melodie indiane (da cui il titolo), che forniscono gli spunti per quelli che sono in effetti tre movimenti, anche se sono riprodotti senza un'interruzione. Il compositore considerava questo come un condensato dei tradizionali tre movimenti della sinfonia, in cui un terzo tema svolge la funzione di un movimento lento. Questo terzo tema lento (a partire dal numero di prova 43 della partitura) è supportato da una successione di accordi austeri costruiti da quarti. I tre temi principali sono le melodie del popolo Huicholes (o popolo Cora), Nayarit (il tema principale, con inizio al numero di prova 9), il popolo Yaqui di Sonora (secondo e terzo tema, con inizio ai numeri prove 27 e 43, rispettivamente) ed il popolo Seris dell'Isola Tiburón nella Baja California (tema del finale, con inizio al numero prove 88), integrato da temi secondari, alcuni dei quali sono anche citati dal folklore.
Introduzione tema A
Audio playback is not supported in your browser. You can download the audio file.
Introduzione tema B (tromba)
Audio playback is not supported in your browser. You can download the audio file.
Introduzione tema C
Audio playback is not supported in your browser. You can download the audio file.
Primo tema (oboi, primi violini)
Audio playback is not supported in your browser. You can download the audio file.
Secondo tema (Mi♭ clarinetto solo, clarinetti Si♭, tamburo tenore)
Audio playback is not supported in your browser. You can download the audio file.
Terzo (lento) tema (corno e flauto, sopra le trombe con sordino e il trombone)
Audio playback is not supported in your browser. You can download the audio file.
Tema finale (clarinetto mi♭, tromba con sordino e güiro)
Audio playback is not supported in your browser. You can download the audio file.

## Discografia
In ordine cronologico di registrazione.
- Carlos Chávez: Sinfonía de Antígona, Sinfonía India; Dietrich Buxtehude (orch. Chávez): Chaconne in E minor. Orquesta Sinfónica de México; Carlos Chávez cond. 4-disc 78-rpm set (mono), Victor Musical Masterpiece Series. Victor Red Seal M 503 (manual sequence) e DM 503 (automatic sequence). Camden, NJ: Victor, 1938.
- Music of Mexico. Orquesta Sinfónica de México; Carlos Chávez, cond. Include Obertura republicana,  El sol (corrido mexicano), e Sinfonía india by Chávez, plus José Pablo Moncayo's Huapango (Decca Gold Label LP, DL9527. [US]: Decca, 1956.
- Carlos Chávez: Sinfonía india, Sinfonía de Antígona, Sinfonía romántica. Stadium Symphony Orchestra, Carlos Chávez, cond. LP recording. Everest LPBR 6029 (mono), SDBR 3029 (stereo). [Los Angeles]: Everest Records, 1959. Reissued on CD (with the orchestra named as New York Studium Symphony Orchestra), Philips Legendary Classics 422 305-2. [West Germany]: Philips Classics Ptoductions, 1989. Reissued on CD, Everest EVC-9041. New York: Everest Records, 1996. ["Stadium Symphony Orchestra" is the name taken by the New York Philharmonic Orchestra for its summer performances in the Lewisohn Stadium.]
- Latin American Fiesta. (Include Chávez, Sinfonía india.) New York Philharmonic; Leonard Bernstein, cond. LP recording (stereo). Columbia MS 6514. New York: Columbia Records, 1963. Reissued on CD. Bernstein Century. Sony Classical SMK 60571. New York, NY : Sony Classical, 1998.
- The Six Symphonies of Carlos Chávez . Orquesta Sinfónica Nacional de México; Carlos Chávez, cond. 3-LP set (stereo). CBS Masterworks 32 31 0002 (32 11 0020, 32 11 0022, 32 11 0024). New York: CBS, 1967.
- Carlos Chávez, Sinfonía india; Blas Galindo, Sones de mariachi; José Pablo Moncayo, Huapango; Rodolfo Halffter, Don Lindo de Almería: Suite. Orquesta Sinfónica Nacional de México; Kenneth Klein, cond. LP recording (stereo). Unicorn RHS 365. London: Unicorn, 1979.
- José Pablo Moncayo, Huapango; Carlos Chávez, Sinfonía india; Silvestre Revueltas, Homenaje a Federico García Lorca e Sensemayá. Orquesta Sinfónica del Estado de México; Enrique Bátiz, cond. Registrata a Sala Nezahualcóyotl, Mexico City, 17 e 24 February 1980. LP recording (stereo). Varèse Sarabande VCDM 1000.220. North Hollywood: Varèse Sarabande, 1981. Also issued on EMI/Angel ESD 7146; Hayes Middlesex, England: EMI, 1981.
- Quatre compositeurs mexicains. Carlos Jiménez Mabarak, Ballade du cerf et de la lune; José Pablo Moncayo, Huapango; Silvestre Revueltas, Sensemayá; Carlos Chávez, Sinfonía india. Orquesta Filarmónica de la Ciudad de México; Fernando Lozano, cond. LP recording (stereo). Forlane UM 3551; Cassette tape recording (stereo). Forlane UMK 3551. [France]: Forlane, 1981. Reissued on CD as part of  Musique mexicaine de Chávez, Revueltas, Villa-Lobos  , Mabarak, Quintanar, Galindo, Halffter, Moncayo. Orquesta Filarmónica de la Ciudad de México; Fernando Lozano, cond. 2-CD set (stereo). Forlane UCD 16688 & 16689. [France]: UMIP, 1993.
- José Pablo Moncayo, Huapango; Silvestre Revueltas, Sensemayá e Ocho por radio; Blas Galindo, Sones de mariachi; Carlos Chávez, Sinfonía india. Xalapa Symphony Orchestra; Luis Herrera de la Fuente, cond. LP recording (12 in., stereo). Vox Cum Laude D-VCL 9033. New York: Moss Music Group, 1982.
- Classical Music of Mexico: Carlos Jiménez Mabarak;  José Pablo Moncayo;  Silvestre Revueltas;  Carlos Chávez. Orquesta Filarmónica de la Ciudad de México; Fernando Lozano, cond. LP recording (12 in., stereo). Desto DC 7218. New York, N.Y.: Desto : Distributed by CMS Records, 1982.
- The Six Symphonies of Carlos Chávez. London Symphony Orchestra; Eduardo Mata, cond. 3-LP set (stereo). Vox Cum Laude 3D-VCL 9032. New York: Moss Music Group, 1983. Reissued on 2-CD set as Carlos Chávez: The Complete Symphonies. VoxBox2 CDX 5061. Hauppauge, NY: Moss Music Group, 1992. Partial reissue on CD: Carlos Chávez: Symphonies Nos. 1, 2 & 3. Vox Cum Laude MCD 10002. New York: Moss Music Group, 1983. This CD also reissued as Vox Unique VU 9020. Hackensack, NJ: Vox Unique, 1990.
- Música mexicana, Vol. 2. Manuel Ponce, Concerto for Violin e Orchestra; Carlos Chávez, "Sinfonia India"; Silvestre Revueltas, La noche de los Mayas. Henryk Szeryng, violin;  Enrique Bátiz, cond. CD recording. ASV Digital CD DCA 866. London: Academy Sound e Vision Ltd., 1993.
- Tangazo: Music of Latin America. Carlos Chávez, Sinfonía india; Aaron Copland, Danzón cubano; Amadeo Roldán, Suite de La rebammaramba e Ritmica V;  Silvestre Revueltas, Sensemayá; Alejandro García Caturla, Danzas cubanas; Ástor Piazzolla, Tangazo; Alberto Ginastera, Estancia, op. 8. New World Symphony; Michael Tilson Thomas, cond.  CD recording (stereo). Argo 436 737-2. London: Argo, 1993. Reissued as Latin American Classics. Eloquence 4676032. 2007.
- Julián Orbón, Tres versiones sinfónicas no. 2; Heitor Villa-Lobos, Bachianas brasileiras no. 2; Antonio Estévez Aponte, Mediodía en el llano; Carlos Chávez Sinfonía india. Orquesta Sinfónica Simón Bolívar; Eduardo Mata, cond. Music of Latin American Masters. Registrata a the Aula Magna, Universidad Central de Venezuela, Caracas, Nov. 1992 e July 1993. CD recording. Dorian DOR-90179; Troy, NY: Dorian, 1994. Reissued as part of 6-CD set, Latin America Alive. Dorian 90914. [N.p.]: Sono Luminus, 2009.
- Silvestre Revueltas, Redes; Carlos Chávez, Sinfonía india; José Pablo Moncayo, Huapango. CD recording (stereo). Orquesta Sinfónica Nacional de México; Enrique Arturo Diemecke, cond. Sony CDEC-470998. [Mexico]: Sony Music Entertainment Mexico, 1994
- Música sinfónica mexicana. Silvestre Revueltas, Sensemayá; Federico Ibarra, Symphony No. 2; Gabriela Ortíz, Concierto candela for percussion; Manuel Enríquez, Ritual; José Pablo Moncayo, Huapango; Joaquín Gutiérrez Heras, Postludio; Mario Lavista, Clepsidra; Marcela Rodríguez, First Concerto for Recorders; Arturo Márquez, Danzón, no. 2; Carlos Chávez, Sinfonía india. Orquesta Filarmónica de la UNAM; Ronald Zollman, cond. Recorded December 1994–January 1995 in the Sala de Conciertos Nezahualcóyotl. 2-CD set. Urtext Digital Classics JBCC 003—JBCC004. [Mexico]: Urtext Digital Classics, 1995.
- Jiménez Mabarak & Chávez. (Includes Chávez, Sinfonía india). Orquesta Filarmónica de la Ciudad de México; Orquesta Sinfónica "Carlos Chávez"; Rundfunk-Sinfonie-Orchester Leipzig; Fernando Lozano, cond. Clásicos mexicanos. 2-CD set. Spartacus SDL221022. San Pedro de los Pinos, México: Spartacus, 1996.
- Concertino: Música mexicana de concierto: Mexican fireworks. Jose Pablo Moncayo Huapango; Silvestre Revueltas, Sensemayá; Dietrich Buxtehude (arr. Carlos Chávez), Chaconne in E minor; Jose Pablo Moncayo, Sinfonietta; Carlos Chávez, Sinfonía india; Miguel Bernal Jiménez, Concertino for Organ e Orchestra; Blas Galindo, Sones de mariachi. Orquesta Sinfónica Carlos Chávez ; Eduardo Diazmuñoz, cond.; Laura Carrasco, organ (6th work)./ Registrata a the Sala de Conciertos Nezahualcóyoti (1st-5th, 7th works) e at the Auditorio Silvestre Revueltas, Conservatorio Nacional de Música (6th work), Mexico, Jun.-Aug. 1997. CD recording. WEA/Warner Music Mexico 3984-20799-2; CS-207992; Nueva Anzures, Mexico: WEA/Warner Classics Mexico, 1997.
- Las mil voces de México. Series: Corona Extra. Contents: Blas Galindo Sones de mariachi; Juventino Rosas (arr. Manuel Enriquez), Vals "Sobre las olas"; Arturo Márquez, Danzón no. 2; Carlos Chávez, Sinfonía india; Consuelo Velazquez (arr. Pocho Pérez) "Bésame mucho"; José Pablo Moncayo, Huapango; Pepe Guizar (arr. Manuel Enriquez) "Guadalajara". CD recording. [México, D.F?]: Fernando del Paso, 1998.
- Orquesta Filarmónica de Jalisco. Arturo Márquez, Danzón no. 2; José Pablo Moncayo, Tierra de temporal; Silvestre Revueltas, Sensemayá; José Rolón, El festín de los enanos; Carlos Chávez, Sinfonía india. Orquesta Filarmónica de Jalisco; Guillermo Salvador, cond. Recorded in the Auditorio del Sindicato Unico de Trabajadores Electricistas de República Mexicana, Guadalajara, Jalisco, January 2000. CD recording. Quindecim Recordings QP040. [Mexico]: Quindecim Recordings, 2000.
- In Concert with the University of Illinois Symphonic Band: The Begian Years Vol. 20. Alfred Reed, Praise Jerusalem; Johann Sebastian Bach (arr. ?)Prelude e Fugue in C Minor; Carlos Chávez (arr. Frank Erickson), Sinfonía india; Alexander Arutunian (arr.), Concerto for Trumpet; Gordon Jacob, Music for a Festival. University of Illinois Symphonic Band; Harry Begian, cond. CD recording (stereo). Mark Records 4890.